# Barkeria palmeri
Barkeria palmeri es una especie de orquídea epífita originaria de México.

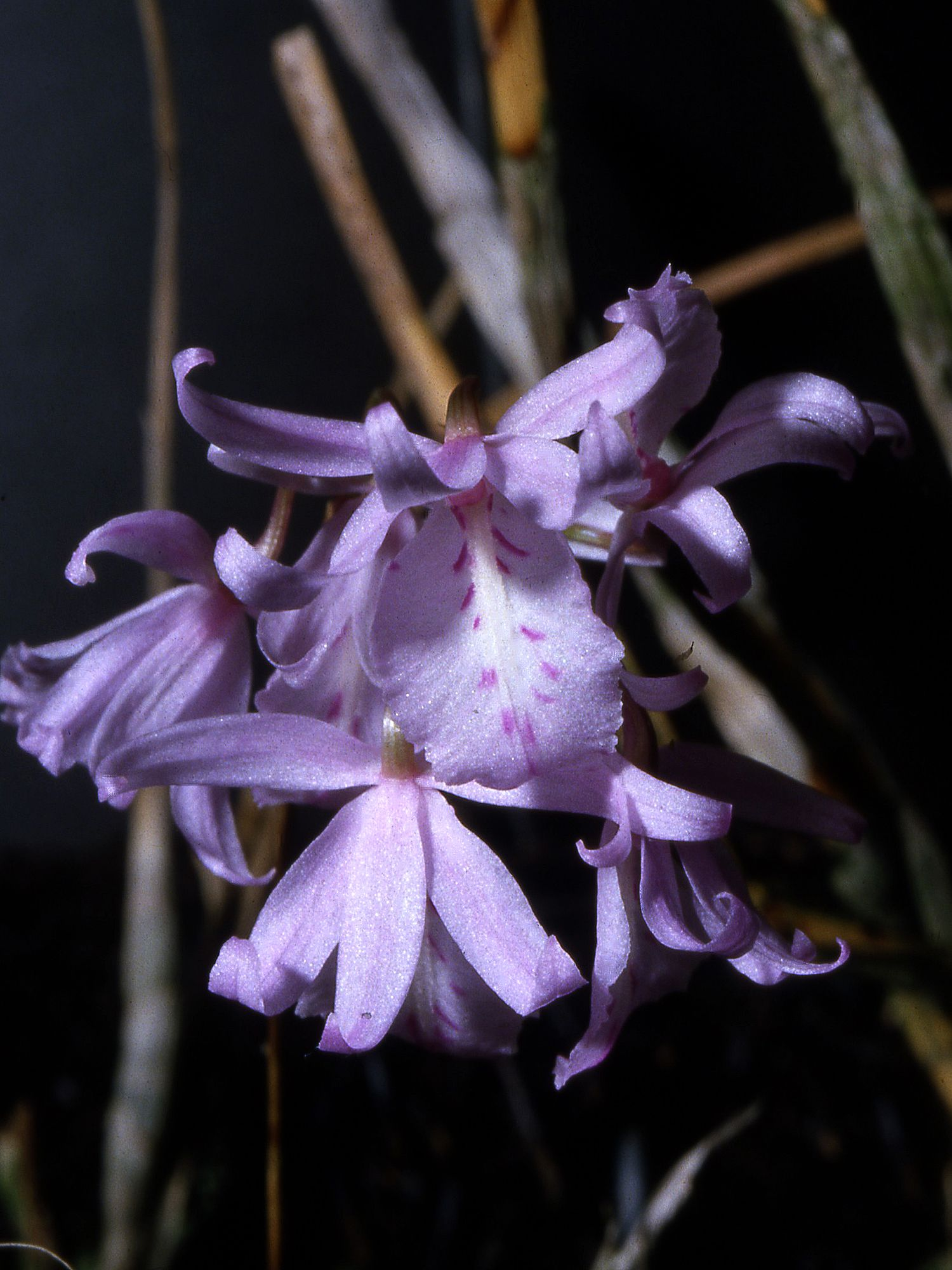
Detalle de la flor

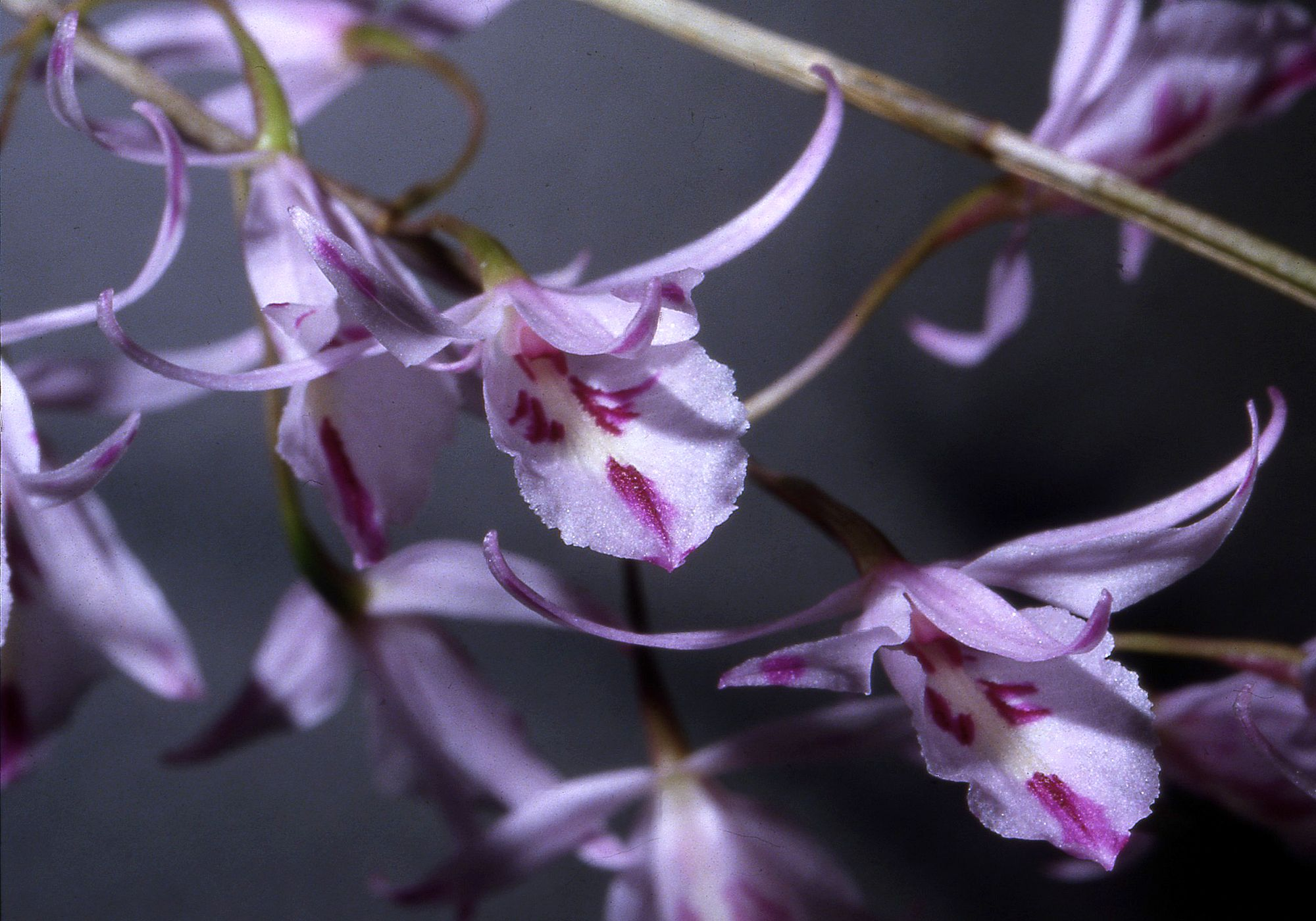
Flores

## Distribución y hábitat
Se distribuye a partir del medio oeste, en la costa del Pacífico de México a elevaciones de nivel del mar a 1.300 metros, se encuentran en los bosques con especies caducifolias o semi-caducas  y precisa estar montada en una pequeña rama de  madera. 

## Descripción
Es una orquídea epífita de pequeño tamaño, que prefiere el clima cálido, con hábito  de epífita y tiene pseudobulbos fusiformes delgados que están encerrados en vainas escariosas y tienen un color verde rojizo, con hojas caducas, carnosas, coriáceas, lanceoladas. Florecerán en una inflorescencia apical, simple o ramificada de 30 cm de largo,  con 2-100 flores que se producen a mediados de invierno. Esta orquídea es de hoja caduca y pierde sus hojas en el otoño antes de la floración a mediados del invierno. 

## Cultivo
Mejor montar esta especie en palillos de madera y con mucha luz brillante, el agua y los fertilizantes durante su crecimiento. Cuando las hojas tornan amarillas y se caen entre mediados y finales de otoño es el momento de detener el riego y la fertilización, Retenerlo hasta que el nuevo crecimiento aparezca en la primavera después de la floración.

## Taxonomía
Barkeria palmeri fue descrita por (Rolfe) Schltr. y publicado en Botanisches Centralblatt 36(2): 470. 1918.
Etimología
Ver: Barkeria
palmeri: epíteto otorgado en honor del botánico estadounidense Edward Palmer.
Sinónimos
- Barkeria chinensis subsp. palmeri (Rolfe) Thien
- Epidendrum palmeri Rolfe basónimo[4][5]